# Standard Instrument Departure
Eine  Standard Instrument Departure (SID), zu deutsch Standardisierte Abflugstrecke für Instrumentenflüge, ist eine festgelegte Strecke, welche Flugzeuge mit IFR-Flugplänen nach dem Start abfliegen können, um zu einer Luftstraße zu gelangen. Eine SID beginnt am Departure End of Runway (DER) der Startbahn und führt auf einer spezifischen Strecke zu einem Wegpunkt auf einer Luftstraße, nach dem die SID in der Regel auch benannt wird. SIDs werden von der Flugsicherung des jeweiligen Landes (in Deutschland: DFS) geplant und veröffentlicht, genehmigt werden sie in Deutschland vom Bundesaufsichtsamt für Flugsicherung (BAF) per Durchführungsverordnung (DVO). Ihr Gegenstück sind die Standard Terminal Arrival Routes (STARs).
Definiert werden die Strecken durch Wegpunkte und Funknavigationshilfen (VORs, DMEs, NDBs) in der Region. Außerdem werden Mindestflughöhen ausgewiesen, die ein sicheres Überqueren von Hindernissen garantieren. Im Bereich von Kurven werden teilweise auch Höchstgeschwindigkeiten vorgeschrieben, da sonst ein Einhalten der Strecke nicht möglich wäre.
Bei der Planung von SIDs fließen maßgeblich lärm- und sicherheitstechnische Aspekte mit ein. So soll (auch abhängig von der Uhrzeit) der Überflug von Ortschaften oder besonders empfindlichen Anlagen (Chemiewerke, Kernkraftwerke) vermieden werden. Je nach Verkehrslage, Flugplänen und Flugzeugtypen sind teilweise mehrere alternative Flugkorridore möglich.
Durch die Verwendung von SIDs ist die Staffelung der Flugzeuge für die Flugsicherung wesentlich leichter vorzunehmen, sie muss aber dennoch permanent das Einhalten der Mindestabstände der Flugzeuge und das Befolgen der erteilten Anweisungen überwachen. Außerdem können durch die SIDs leichter Streckenfreigaben erteilt werden.